# Fastgøringsemne
Der findes mange typer af fastgøringsemner; nogle af de teknikker der anvendes til at kunne holde noget sammen er: fjedervirkning, klipsevirkning, krogvirkning, limeffekt.
Her er en liste over fastgøringsemner:
- Abesnot
- Anker
- Bajonetfatning, Bajonetlås
- Brysteholder
- Bukserem
- Bælte
- Bæltespænde
- Dyvel
- Karabinhage
  - Brandmandshage
- Halsbånd
- Hæfteklamme
- Hårbånd
- Klemme
- Klisterbånd
- Knap (og knaphul)
- Knapklås – anvendes på tykkere regntøj og lædertøj.
- Krampe (mekanik)
- Lim
- Livrem
- Lynlås
- Lås
- Magnetknap
- Magnetlås
- Mørtel
- Møtrik
- Nagle
- Nitte (mekanik)
- Nøglering
- Rem – bukserem
- Sele
- Selvskærende skrue
- Skrue
- Snor
- Split
- Spænde
- Strop
- Strømpebånd (Hosebånd)
- Søm (mekanik)
- Tov
- Tråd
- Tøjklemme
- Velcro (Burrebånd)
- Yalelås